# Emeka Okoli
Emeka Okoli (ur. 13 lipca 1990) – nigeryjski lekkoatleta, skoczek w dal. Od 2008 roku reprezentuje Katar.

## Osiągnięcia
Medalista mistrzostw Nigerii, Kataru (także w trójskoku) oraz Bułgarii.

## Rekordy życiowe
- Skok w dal – 7,78 (2007)
- Skok w dal (hala) – 7,76 (2014) rekord Kataru
- Bieg na 100 metrów – 10,35 (2009 i 2010)